# Пауль Гільднер
Пауль Гільднер (нім. Paul Gildner; 1 лютого 1914 — 24 лютого 1943) — німецький льотчик-ас нічної винищувальної авіації, оберлейтенант Люфтваффе. Кавалер Лицарського хреста Залізного хреста з дубовим листям.

## Біографія
В 1933 році вступив в армію, служив у піхоті. В 1939 році перейшов до люфтваффе. Учасник Польської кампанії, служив у 1-ій важкій винищувальній ескадрі. Свою першу нічну перемогу здобув 3 вересня 1940 року в районі німецько-нідерландського кордону. Учасник Німецько-радянської війни. Потім призначений командиром 3-ї ескадрильї 1-ї ескадри нічних винищувачів. Загинув у бою.
Всього за час бойових дій здійснив приблизно 160 бойових вильотів і збив 48 літаків, у тому числі 44 вночі.

## Нагороди
- Нагрудний знак пілота
- Медаль «За вислугу років у Вермахті» 4-го класу (4 роки)
- Залізний хрест 2-го і 1-го класу
- Почесний Кубок Люфтваффе
- Лицарський хрест Залізного хреста з дубовим листям
  - лицарський хрест (9 липня 1941)
  - дубове листя (№ 196; 26 лютого 1943, посмертно)
- Німецький хрест в золоті (18 травня 1942)
- Авіаційна планка нічного винищувача в золоті
- 4 рази відзначений у Вермахтберіхт